# Reinhold Seeböck
Reinhold Seeböck (* 15. April 1943 in Wien) ist ein ehemaliger österreichischer Eisschnellläufer.
Seeböck, der für den Wiener Eislauf-Verein startete, nahm von 1959 bis 1968 an internationalen Wettbewerben teil und errang bei der Mehrkampfeuropameisterschaft 1963 in Göteborg den 38. Platz im Großen Vierkampf. Bei seiner einzigen Teilnahme an Olympischen Winterspielen im folgenden Jahr in Innsbruck belegte er den 37. Platz über 5000 m. Seine beste Platzierung bei österreichischen Meisterschaften erreichte er im Jahr 1963 mit dem zweiten Platz im Großen Vierkampf. Er nahm an keiner Weltmeisterschaft teil.

## Persönliche Bestzeiten
| Disziplin | Zeit        | Datum             | Ort       |
| --------- | ----------- | ----------------- | --------- |
| 500 m     | 45,4 s      | 17. Dezember 1964 | Budapest  |
| 1000 m    | 1:35,2 min  | 2. März 1986      | Wien      |
| 1500 m    | 2:21,3 min  | 28. Januar 1964   | Innsbruck |
| 3000 m    | 4:56,8 min  | 17. Dezember 1964 | Budapest  |
| 5000 m    | 8:29,6 min  | 5. Februar 1964   | Innsbruck |
| 10.000 m  | 17:49,6 min | 23. Januar 1965   | Innsbruck |